# Brigitte Askonas
Brigitte Alice Askonas (1. dubna 1923 Vídeň – 9. ledna 2013 Londýn) byla britská imunoložka s českými kořeny, která pomohla objasnit mnoho základních mechanismů a složek imunitní odpovědi na infekci. Po šest desetiletí se aktivně podílela na výzkumu mnoha aspektů imunologie, studovala tvorbu protilátek, roli makrofágů při rozpoznávání antigenů a imunosupresi a roli T-lymfocytů při virových infekcích a poskytla tak zásadní vědecký základ pro vývoj moderních vakcín.

## Vzdělání
Brigitte Askonas se narodila ve Vídni českým židovským rodičům, kteří konvertovali ke katolicismu. Po anšlusu Rakouska v roce 1938 uprchli ze země a v roce 1940 se usadili v Kanadě. Askonas vystudovala biochemii na McGillově univerzitě v Montréalu (1944–1949) a koncem čtyřicátých let se přestěhovala do Spojeného království, kde roku 1952 na Cambridgeské univerzitě získala doktorát z biochemie.
Jejími vzory na katedře byly dvě významné vědkyně, Marjory Stephenson a Dorothy Needham, jedny z prvních žen, které byly zvoleny do britské Královské společnosti. Říkala, že ji naučily, že „dobrá věda získá uznání bez ohledu na pohlaví vědce“.
Její vědecké směřování výrazně ovlivnily studijní pobyty na katedře bakteriologie a imunologie lékařské fakulty Harvardovy univerzity (1961–1962) a v Basilejském institutu imunologie (1971–1972).

## Kariéra a výzkum
Její první zaměstnání bylo v Allan Memorial Institute of Psychiatry spojeném s McGillovou univerzitou. V roce 1952 nastoupila do Národního ústavu pro lékařský výzkum (NIMR), kde od roku1976 až do svého odchodu do důchodu roku 1988 působila jako vedoucí oddělení imunologie. Během této doby intenzivně spolupracovala s kolegou imunologem Johnem H. Humphreym na zřízení imunologických oddělení. Po odchodu do důchodu se nadále aktivně zajímala o imunologický výzkum, poskytovala poradenství vědcům na všech úrovních a zejména se starala o vzdělávání mladých vědců.
Ve výzkumné práci se Askonas zaměřila na B-lymfocyty a popsala jejich úlohu při tvorbě protilátek v rámci imunitní odpovědi. Sledovala, které protilátky se vytvářejí po podání různých antigenů zvířatům. Zjistila, že klony B buněk produkující určité protilátky rychle převládly nad specifickými neutralizačními reakcemi.
V NIMR začala Askonas zkoumat biosyntézu polypeptidů v mléčných bílkovinách a zjistila, že peptidy jsou rychle syntetizovány z aminokyselin. V letech 1955–59 studovala místa tvorby protilátek pomocí radioaktivity, aby rozvinula tehdejší znalosti o molekulách protilátek a buňkách imunitního systému. V letech 1959–61 studovala nádory z plazmatických buněk jako model pro tvorbu protilátek. Dále se zabývala makrofágy a jejich úlohou při prezentaci antigenů (1962–1968). Ukázala, že makrofágy, které si zachovaly zbytky antigenu, mohou velmi účinně indukovat tvorbu neutralizačních protilátek B-lymfocyty a poskytla tak první poznatky v nově vznikající problematice zpracování a prezentace antigenu. V letech 1963–1966 studovala osud antigenu ve vztahu k tvorbě protilátek a později v letech 1965–1970 pokračovala ve studiu B-lymfocytů. V letech 1988–1994 působila jako hostující profesorka na lékařské fakultě St Marys Hospital Medical School v Londýně. Od roku 1995 byla hostující profesorkou na Imperial College London.
Za zásadní přínos v imunologii je považována její práce o úloze T-lymfocytů při onemocnění chřipkou a infekci respiračním syncyciálním virem. Ukázala, že cytolytické T-lymfocyty, které zabíjejí buňky infikované viry, mají schopnost rozpoznávat více podtypů virů, na rozdíl od protilátek, které rozpoznávají pouze jediný podtyp viru. Tento princip má důležité důsledky pro vývoj nových vakcín proti infekcím, které způsobují HIV/AIDS, malárii, tuberkulózu a chřipku. Její výzkum respiračního syncyciálního viru u kojenců, vedl také k významným poznatkům o patogenezi tohoto onemocnění. Askonas tak poskytla zásadní vědecký základ pro vývoj moderních vakcín.
Napsala životopisy několika významných vědců, včetně Nielse Kaje Jerneho, Césara Milsteina a Johna Herberta Humphreyho.
Její práce byla široce uznávaná a respektovaná, byla oceněna řadou prestižních cen a členství ve vědeckých společnostech. V roce 1973 byla zvolena členkou britské učené Královské společnosti (FRS) a členkou britské Akademie lékařských věd (FMedSci). V roce 2007 se stala zahraniční členkou Národní akademie věd Spojených států amerických a získala Cenu Roberta Kocha. Získala čestné tituly na McGillově, Oxfordské a Cambridgeské univerzitě.

## Osobní život
Kromě práce žila Askonas bohatý a pestrý život se silnými rodinnými vazbami. Zvláště blízcí jí byli bratr Fred a švagrová Madge a jejich děti a vnoučata, ale o svém vědeckém životě jim neřekla prakticky nic. Milovala umění a hudbu, zejména operu, a ráda cestovala se svými přáteli a koupala se v teplých mořích.